# Druvan (TV-program)
Druvan är ett ungdomsprogram som sändes i SVT under våren 1988 och våren 1989 med bland annat inslag av Charles Nonsens (en animerad figur av Johan Hagelbäck) och sketcher om det mesta, där bland andra Felix Herngren debuterade. En av programledarna var Rebecca de Ruvo. Ann Canvert medverkade också som programledare.